# Andranondambo
Andranondambo is een dorp in de commune Maromby in het district Amboasary Sud, dat gelegen is in de regio Anosy, in het zuiden van Madagaskar.

## Geschiedenis
In 1658 maakte de Franse gouverneur Étienne de Flacourt voor het eerst melding van saffieren in het zuiden van Madagaskar. Later, in 1808, maakte Barthélemy Hugon melding van gevonden edelstenen van uitzonderlijke kwaliteit in de vallei van Ambolo.

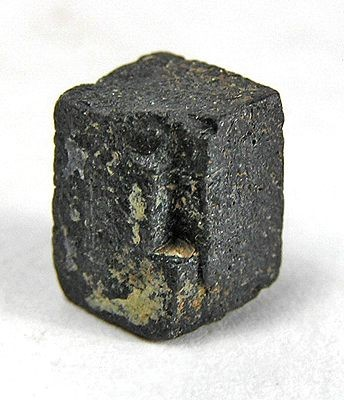
Een in Andranondambo verhandelde thorianiet-steen

Pas in het droge seizoen van 1991 werden weer saffieren gevonden in Tranomaro, een plaats ten zuiden van Andranondambo. Sinds dat jaar groeide Andranondambo uit tot de belangrijkste mijnstad van Madagaskar en een toeristische trekpleister. Naast saffier wordt in de omgeving van Andranondambo ook andere mineralen gewonnen en in het dorp verhandeld, zoals mica en thorianiet.
Onenigheden betreffende grondrechten zorgden regelmatig voor vechtpartijen tussen de bewoners van Andranondambo en die van het nabijgelegen dorp Ambatotsivala. In een conflict tussen de twee partijen in 20 tot 22 mei 2014 werd Andranondambo volgens het Malagassisch nieuwsblad L'Express de Madagascar totaal verwoest en werden de bewoners vermoord.